# Aire d'attraction de Montargis
L'aire d'attraction de Montargis est un zonage d'étude défini par l'Insee pour caractériser l’influence de la commune de Montargis sur les communes environnantes. Publiée en octobre 2020, elle se substitue à l'aire urbaine de Montargis, qui comportait 35 communes dans le dernier zonage qui remontait à 2010.

## Définition
L'aire d'attraction d'une ville est composée d’un pôle, défini à partir de critères de population et d’emploi ainsi que d’une couronne constituée des communes dont au moins 15 % des actifs travaillent dans le pôle. Le pôle d’attraction constitue ainsi un point de convergence des déplacements domicile-travail,.

## Type et composition
L’aire d'attraction de Montargis est une aire intra-départementale qui comporte 33 communes dans le Loiret. 
Elle est catégorisée dans les aires de 50 000 à moins de 200 000 habitants, une catégorie qui regroupe 18,4 % au niveau national.

### Carte

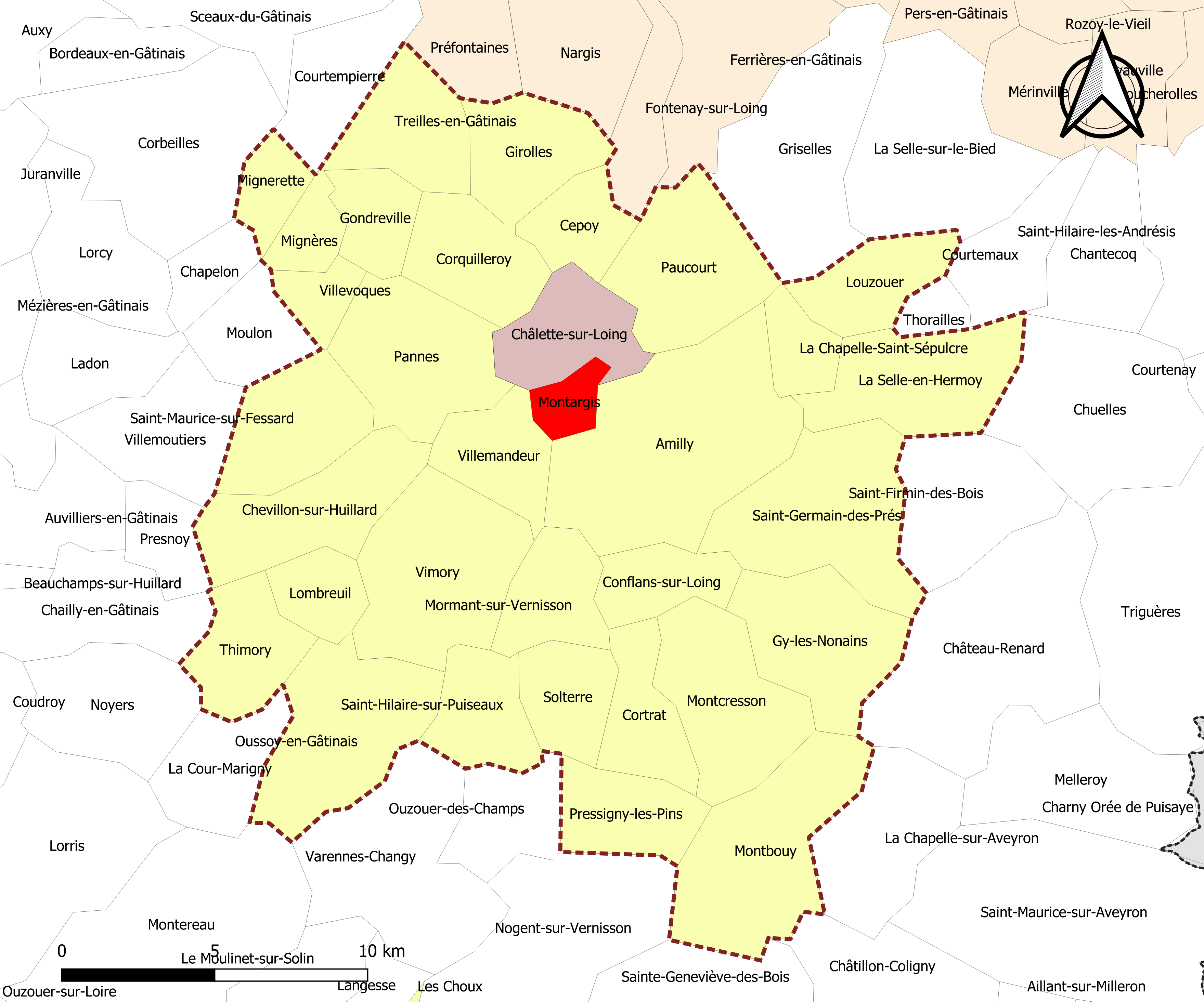
Carte de l'aire d'attraction de Montargis.
Commune-centre
Commune du pôle principal
Commune de la couronne

### Composition communale
| Nom                        | Code Insee | Département | Statut                    | Superficie (km2) | Population (dernière pop. légale) | Densité (hab./km2) | Modifier                                    |
| -------------------------- | ---------- | ----------- | ------------------------- | ---------------- | --------------------------------- | ------------------ | ------------------------------------------- |
| Montargis (commune-centre) | 45208      | Loiret      | commune-centre            | 4,46             | 14 819 (2022)                     | 3 323              | modifier les données · modifier les données |
| Châlette-sur-Loing         | 45068      | Loiret      | commune du pôle principal | 13,13            | 12 958 (2022)                     | 987                | modifier les données · modifier les données |
| Amilly                     | 45004      | Loiret      | commune de la couronne    | 40,26            | 13 432 (2022)                     | 334                | modifier les données · modifier les données |
| Cepoy                      | 45061      | Loiret      | commune de la couronne    | 8,52             | 2 346 (2022)                      | 275                | modifier les données · modifier les données |
| La Chapelle-Saint-Sépulcre | 45076      | Loiret      | commune de la couronne    | 6,21             | 223 (2022)                        | 36                 | modifier les données · modifier les données |
| Chevillon-sur-Huillard     | 45092      | Loiret      | commune de la couronne    | 19,34            | 1 504 (2022)                      | 78                 | modifier les données · modifier les données |
| Conflans-sur-Loing         | 45102      | Loiret      | commune de la couronne    | 9,14             | 362 (2022)                        | 40                 | modifier les données · modifier les données |
| Corquilleroy               | 45104      | Loiret      | commune de la couronne    | 13,96            | 2 840 (2022)                      | 203                | modifier les données · modifier les données |
| Cortrat                    | 45105      | Loiret      | commune de la couronne    | 11,03            | 82 (2022)                         | 7,4                | modifier les données · modifier les données |
| Girolles                   | 45156      | Loiret      | commune de la couronne    | 13,90            | 599 (2022)                        | 43                 | modifier les données · modifier les données |
| Gondreville                | 45158      | Loiret      | commune de la couronne    | 8,07             | 329 (2022)                        | 41                 | modifier les données · modifier les données |
| Gy-les-Nonains             | 45165      | Loiret      | commune de la couronne    | 20,13            | 603 (2022)                        | 30                 | modifier les données · modifier les données |
| Lombreuil                  | 45185      | Loiret      | commune de la couronne    | 7,56             | 304 (2022)                        | 40                 | modifier les données · modifier les données |
| Louzouer                   | 45189      | Loiret      | commune de la couronne    | 11,23            | 246 (2022)                        | 22                 | modifier les données · modifier les données |
| Mignères                   | 45206      | Loiret      | commune de la couronne    | 5,12             | 314 (2022)                        | 61                 | modifier les données · modifier les données |
| Mignerette                 | 45207      | Loiret      | commune de la couronne    | 6,21             | 357 (2022)                        | 57                 | modifier les données · modifier les données |
| Montbouy                   | 45210      | Loiret      | commune de la couronne    | 26,73            | 727 (2022)                        | 27                 | modifier les données · modifier les données |
| Montcresson                | 45212      | Loiret      | commune de la couronne    | 21,00            | 1 257 (2022)                      | 60                 | modifier les données · modifier les données |
| Mormant-sur-Vernisson      | 45216      | Loiret      | commune de la couronne    | 10,92            | 133 (2022)                        | 12                 | modifier les données · modifier les données |
| Oussoy-en-Gâtinais         | 45239      | Loiret      | commune de la couronne    | 23,23            | 423 (2022)                        | 18                 | modifier les données · modifier les données |
| Pannes                     | 45247      | Loiret      | commune de la couronne    | 20,84            | 3 719 (2022)                      | 178                | modifier les données · modifier les données |
| Paucourt                   | 45249      | Loiret      | commune de la couronne    | 20,20            | 920 (2022)                        | 46                 | modifier les données · modifier les données |
| Pressigny-les-Pins         | 45257      | Loiret      | commune de la couronne    | 11,91            | 530 (2022)                        | 45                 | modifier les données · modifier les données |
| Saint-Germain-des-Prés     | 45279      | Loiret      | commune de la couronne    | 26,18            | 1 864 (2022)                      | 71                 | modifier les données · modifier les données |
| Saint-Hilaire-sur-Puiseaux | 45283      | Loiret      | commune de la couronne    | 11,34            | 154 (2022)                        | 14                 | modifier les données · modifier les données |
| Saint-Maurice-sur-Fessard  | 45293      | Loiret      | commune de la couronne    | 15,38            | 1 144 (2022)                      | 74                 | modifier les données · modifier les données |
| La Selle-en-Hermoy         | 45306      | Loiret      | commune de la couronne    | 19,56            | 778 (2022)                        | 40                 | modifier les données · modifier les données |
| Solterre                   | 45312      | Loiret      | commune de la couronne    | 9,80             | 476 (2022)                        | 49                 | modifier les données · modifier les données |
| Thimory                    | 45321      | Loiret      | commune de la couronne    | 12,37            | 691 (2022)                        | 56                 | modifier les données · modifier les données |
| Treilles-en-Gâtinais       | 45328      | Loiret      | commune de la couronne    | 13,97            | 294 (2022)                        | 21                 | modifier les données · modifier les données |
| Villemandeur               | 45338      | Loiret      | commune de la couronne    | 11,55            | 6 931 (2022)                      | 600                | modifier les données · modifier les données |
| Villevoques                | 45343      | Loiret      | commune de la couronne    | 5,06             | 196 (2022)                        | 39                 | modifier les données · modifier les données |
| Vimory                     | 45345      | Loiret      | commune de la couronne    | 26,13            | 1 101 (2022)                      | 42                 | modifier les données · modifier les données |